# 오비추어리
오비추어리(Obituary)는 1984년 10월 플로리다주 탬파에서 결성된 미국의 데스 메탈 밴드이다. 초기에는 Executioner라는 이름을 썼으나 이후 1986년에 보스턴의 동명 스래시 메탈 밴드와의 혼동을 방지하기 위해 Xecutioner로 이름을 바꾸고 최종적으로 1988년에 오비추어리로 이름을 정하게 된다. 현재 구성원으로는 보컬 존 타르디, 리드 기타리스트 케니 앤드류스, 리듬 기타리스트 트레버 페레스, 베이시스트 테리 버틀러, 드러머 도날드 타르디가 있다. 오비추어리는 존 타르디와 도날드 타르디 형제만을 제외하고 여러 번의 라인업 교체가 이루어졌다. 밴드는 데스 메탈의 발전에 초석을 세웠으며 현재 가장 잘나가는 데스 메탈 밴드 중 하나이다. 현재까지 오비추어리는 10개의 스튜디오 앨범을 발매하였고 1997년부터 2003년의 해체기를 제외하고 꾸준히 전세계를 돌며 공연하고 있다.